# マニゼス
マニゼス (Manises) は、スペイン・バレンシア州バレンシア県のムニシピ（基礎自治体）。バレンシア語ではマニゼスと発音するが、日本においてはスペイン語読みでマニセスと表記されることが多い。クマルカ（郡）としては、「西部の灌漑農地」の意味を持つオルタ・オエストの構成自治体のひとつである。2014年の人口は30,834人である。自治体内にはバレンシア空港が所在する。陶磁器産業は古い歴史を持ち、マニセス陶器（マニセス焼）として知られている。

## 歴史
近隣のパテルナには新石器時代と青銅器時代に遡る遺跡がある。今日のマニゼスがある地域には古代ローマ人が居住していたことを示す記録が残っており、自治体内には古代ローマ時代に建設された水道橋跡がある。この地の古代ローマ人はバレンシアの町に水を運ぶ労働を行っていたが、やがてアラブ人がやってきて集落を築いた。8世紀初頭にイスラーム教徒のウマイヤ朝がイベリア半島を征服し、灌漑農業などがもたらされた。その後数百年間は後ウマイヤ朝やタイファ諸王朝が支配した。
1238年にはアラゴン王ジャウマ1世がイスラーム教徒を破ってバレンシア地方を征服した。この年にはジャウマ1世がアルタル・デ・ルナにイスラーム農場を寄贈し、さらにアルタル・デ・ルナに「Rich-homs of nature」という称号を与えている。1307年には農場がペレ・ブイルに売却され、ブイル家（ボイル家）が領主を務めるマニゼス領の中心となった。17世紀初頭にはキリスト教徒とモリスコ（カトリックに改宗したイスラーム教徒）が混住しており、1602年から1609年にはキリスト教徒の家が150軒、モリスコの家が50軒存在したが、1609年にはバレンシア地方でモリスコ追放が行われた。
マニゼスのタイル、特に紋章型のタイルは16世紀初頭に商業的な成功をおさめ、17世紀にはバレンシア地方のタイル製造量が大幅に増加した。20世紀初頭には陶器に組み込まれた装飾の要素を持つ新たなスタイルがもたらされた。その後、タイルがフローリングや基礎に使用されるようになり、多色のタイルで建物のファサードを装飾する傾向は今日まで続いている。
マニゼスの教区教会は洗礼者ヨハネに捧げられている。今日の教会は1734年に建設が始まり、バロック様式の痕跡を持つ新古典主義で建設され、1751年に完成した。これによって、ロサリオの聖母の礼拝堂を持つ旧教会は礼拝が放棄され、1817年に取り壊しが開始された。新教会はラテン十字型であり、単一の身廊、外部に釉薬が塗られた巨大なビザンティン様式のドームを持つ。1951年にはバロック様式の祭壇画が据えられた。
1914年にはマニゼス陶芸専門学校が開校し、1924年にマニゼスは「市」の称号を得た。1969年にはマニゼス市立陶芸博物館が開館し、1985年にはマニゼス陶芸専門学校がバレンシア州立芸術教育インスティテュート(ISEACV)に統合された。2009年4月には、マニゼスからトゥリア川を渡ってパテルナに向かうことができる橋が完成した。2009年5月1日にはマニゼス病院が開業し、マニゼス周辺に居住する人口約15万人の地域を対象としている。マニゼス病院は1人部屋220室と手術室10室を持ち、保健省とバレンシア州議会が共同で建設・管理する公立病院である。トゥリア川に面した市域の西端にはバレンシア水処理場があり、自治体内には堰や洞窟も存在する。

## 地理

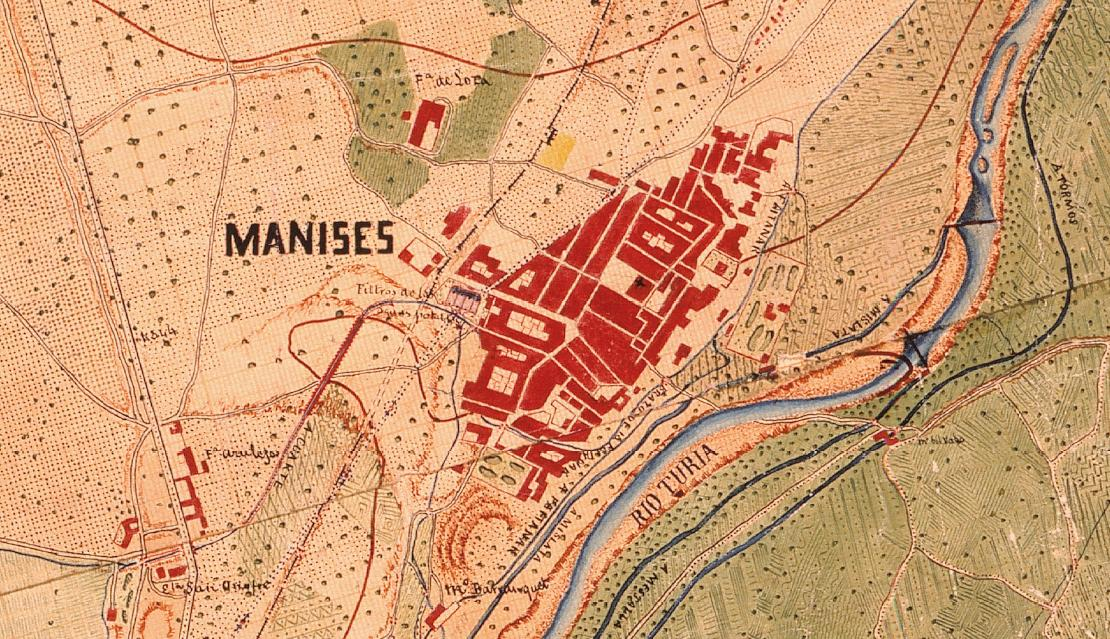
1883年のマニゼス市街地とトゥリア川（画像の上辺が西=内陸部、下辺が東=海岸部）

歴史的地域区分としてはオルタ・デ・バレンシアに含まれ、その西端にある。州都バレンシアで地中海に流れ込むトゥリア川の右岸（南側）にあり、アサアール海岸から10kmほど内陸に位置する。マニゼスは典型的な地中海性気候だが、海岸近くよりも夏季は暖かく、冬季は冷たく、冬季の数か月には夜間に霜が降りる。冬季の平均気温は摂氏4.7度にまで低下し、夏季の平均気温は摂氏24.8度にまで上昇する。
| マニゼスの気候         | マニゼスの気候 | マニゼスの気候 | マニゼスの気候 | マニゼスの気候 | マニゼスの気候 | マニゼスの気候 | マニゼスの気候 | マニゼスの気候 | マニゼスの気候 | マニゼスの気候 | マニゼスの気候 | マニゼスの気候 | マニゼスの気候 |
| 月                     | 1月            | 2月            | 3月            | 4月            | 5月            | 6月            | 7月            | 8月            | 9月            | 10月           | 11月           | 12月           | 年             |
| ---------------------- | -------------- | -------------- | -------------- | -------------- | -------------- | -------------- | -------------- | -------------- | -------------- | -------------- | -------------- | -------------- | -------------- |
| 平均最高気温 °C （°F） | 15.5 (59.9)    | 17.0 (62.6)    | 18.9 (66)      | 20.6 (69.1)    | 23.5 (74.3)    | 27.2 (81)      | 30.1 (86.2)    | 30.3 (86.5)    | 27.8 (82)      | 23.4 (74.1)    | 19.0 (66.2)    | 16.1 (61)      | 22.5 (72.5)    |
| 日平均気温 °C （°F）   | 10.2 (50.4)    | 11.5 (52.7)    | 13.1 (55.6)    | 15.0 (59)      | 18.2 (64.8)    | 22.0 (71.6)    | 24.9 (76.8)    | 25.4 (77.7)    | 22.8 (73)      | 18.4 (65.1)    | 13.9 (57)      | 11.2 (52.2)    | 17.2 (63)      |
| 平均最低気温 °C （°F） | 5.0 (41)       | 6.0 (42.8)     | 7.2 (45)       | 9.4 (48.9)     | 12.9 (55.2)    | 16.9 (62.4)    | 19.8 (67.6)    | 20.4 (68.7)    | 17.7 (63.9)    | 13.3 (55.9)    | 8.9 (48)       | 6.3 (43.3)     | 12.0 (53.6)    |
| 降水量 mm （inch）     | 38 (1.5)       | 32 (1.26)      | 34 (1.34)      | 38 (1.5)       | 36 (1.42)      | 20 (0.79)      | 14 (0.55)      | 19 (0.75)      | 49 (1.93)      | 74 (2.91)      | 54 (2.13)      | 50 (1.97)      | 459 (18.07)    |
| 平均降水日数 （≥1 mm） | 4              | 3              | 3              | 5              | 5              | 3              | 1              | 2              | 4              | 5              | 4              | 4              | 43             |
| 平均月間日照時間       | 171            | 170            | 217            | 233            | 261            | 286            | 323            | 286            | 239            | 202            | 168            | 155            | 2,706          |
| 出典：国立気象局(AEM)  |                |                |                |                |                |                |                |                |                |                |                |                |                |

## 人口
| マニゼスの人口推移 1900－2009                           |
|                                                         |
| 出典:INE（スペイン国立統計局）1900年 - 1991年、1996年 - |

## 政治
| 歴代マニゼス首長 | 歴代マニゼス首長                                                        | 歴代マニゼス首長            |
| 在任期間         | 名前                                                                    | 出身政党                    |
| ---------------- | ----------------------------------------------------------------------- | --------------------------- |
| 1979-1983        | アントニ・アスンシオン                                                  | バレンシア社会党(PSPV-PSOE) |
| 1983-1987        | ラファエル・トス・ヴィアラ                                              | バレンシア社会党(PSPV-PSOE) |
| 1987-1991        | ラファエル・トス・ヴィアラ                                              | バレンシア社会党(PSPV-PSOE) |
| 1991-1995        | ラファエル・トス・ヴィアラ                                              | バレンシア社会党(PSPV-PSOE) |
| 1995-1999        | ホセ・アルベルト・アルナル・ボレーゴ                                    | バレンシア社会党(PSPV-PSOE) |
| 1999-2003        | エンリケ・クレスポ・カラトラーヴァ                                      | バレンシア国民党(PPCV)      |
| 2003-2007        | エンリケ・クレスポ・カラトラーヴァ                                      | バレンシア国民党(PPCV)      |
| 2007-2011        | エンリケ・クレスポ・カラトラーヴァ                                      | バレンシア国民党(PPCV)      |
| 2011-2015        | エンリケ・クレスポ・カラトラーヴァ フランシスコ・イスキエルド・モレーノ | バレンシア国民党(PPCV)      |

## 経済

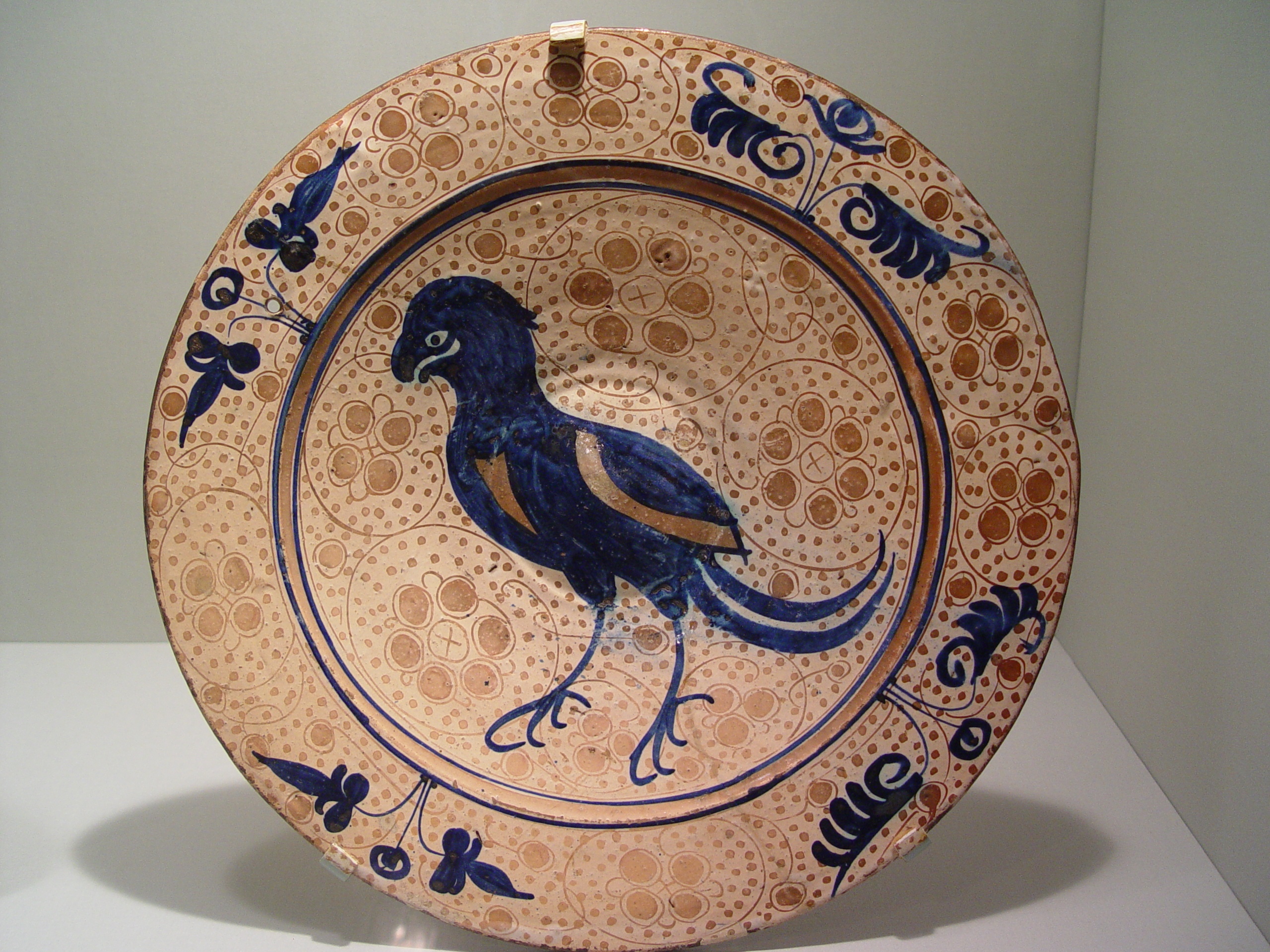
彩釉鳥文皿（1430年-1450年, ロサンゼルス・カウンティ美術館所蔵）

### 窯業
マニゼスで生産される陶磁器はマニセス陶器またはマニセス焼と総称される。マニゼスでは特に14世紀以後に窯業が盛んとなり、中世やルネサンス期には、イスラームの影響を受けたイスパノ＝モレスク陶器（1200年-1800年頃）の最重要生産拠点がマニゼスであり、マニゼス産の陶器はヨーロッパ中に輸出された。さまざまな種類の陶磁器が生産されており、マニゼスはスペイン最大の窯場である。スペインにおけるタイルの生産地としてはアンダルシア地方のセビリアと並んで知られている。自治体のバレンシア語読みはマニゼスだが、マニゼスで生産される陶磁器はカスティーリャ語読みのマニセスとして知られている。

#### 陶芸専門学校
1914年にはマニゼス陶芸専門学校(EASCM)が開校した。1916年にはアルフォンソ13世によって国立学校として認可されたが、バレンシア大学に内包されるのではなく、文化省美術総局の直属学校となった。スペインの民主化後の1985年にはマニゼス陶芸専門学校の管轄がバレンシア州政府に移り、美術、演劇、陶芸、舞踊、デザイン、音楽など様々な分野からなるバレンシア州立芸術教育インスティテュート(ISEACV)に統合された。この学校の陶芸部門は陶芸を志す学生に専門の学位を与えているスペイン唯一の教育機関であり、マニゼスにはスペインだけでなく世界各国から学生が集まっている。技術科と工芸科からなり、過程は3年間である。

#### 陶芸博物館
カサノバ家によってマニゼス市に寄贈された18世紀の邸宅を改修し、1969年にはフランシスコ・ヒメーノ・アドリアン市長の下でマニゼス市立陶芸博物館が開館した。スペイン陶磁器コンクールで受賞した作品や、今日のセラミック国際ビエンナーレで受賞した作品のコレクションなどがあり、アルフォンス・ブラット(カタルーニャ語版)(1904-1970)やアルカディオ・ブラスコ(スペイン語版)の作品などが展示されている。さらに、15世紀から18世紀のタイル、黄金の像、タイルパネル、大衆的な陶器製品、18世紀を模した典型的なバレンシア様式のリビングルーム＝キッチンなど、計2,500点以上の展示物がある。陶芸博物館は1989年に改装・拡張された。

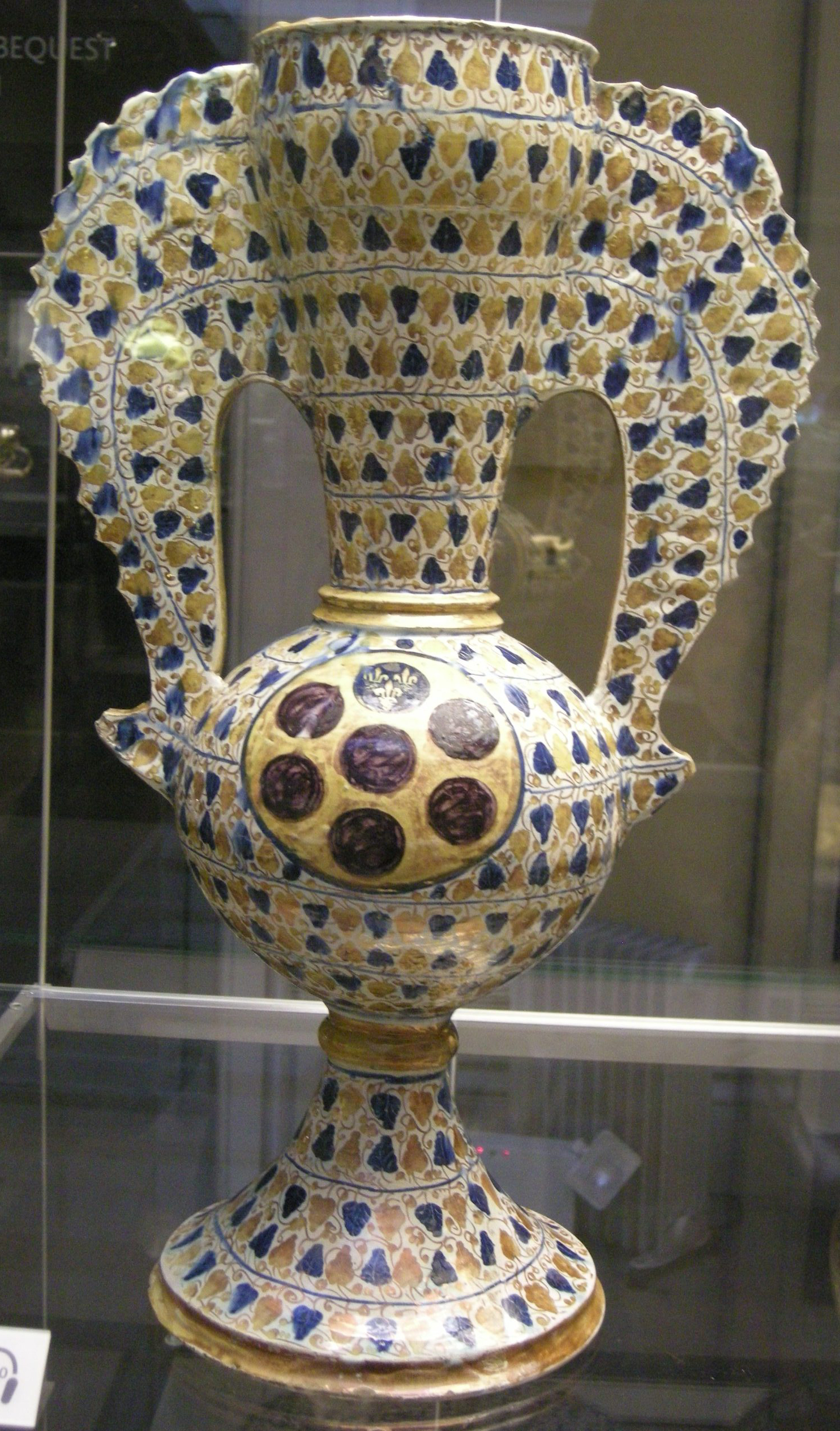
ラスター彩紋章付双耳壺（1465年-1492年, 大英博物館所蔵）
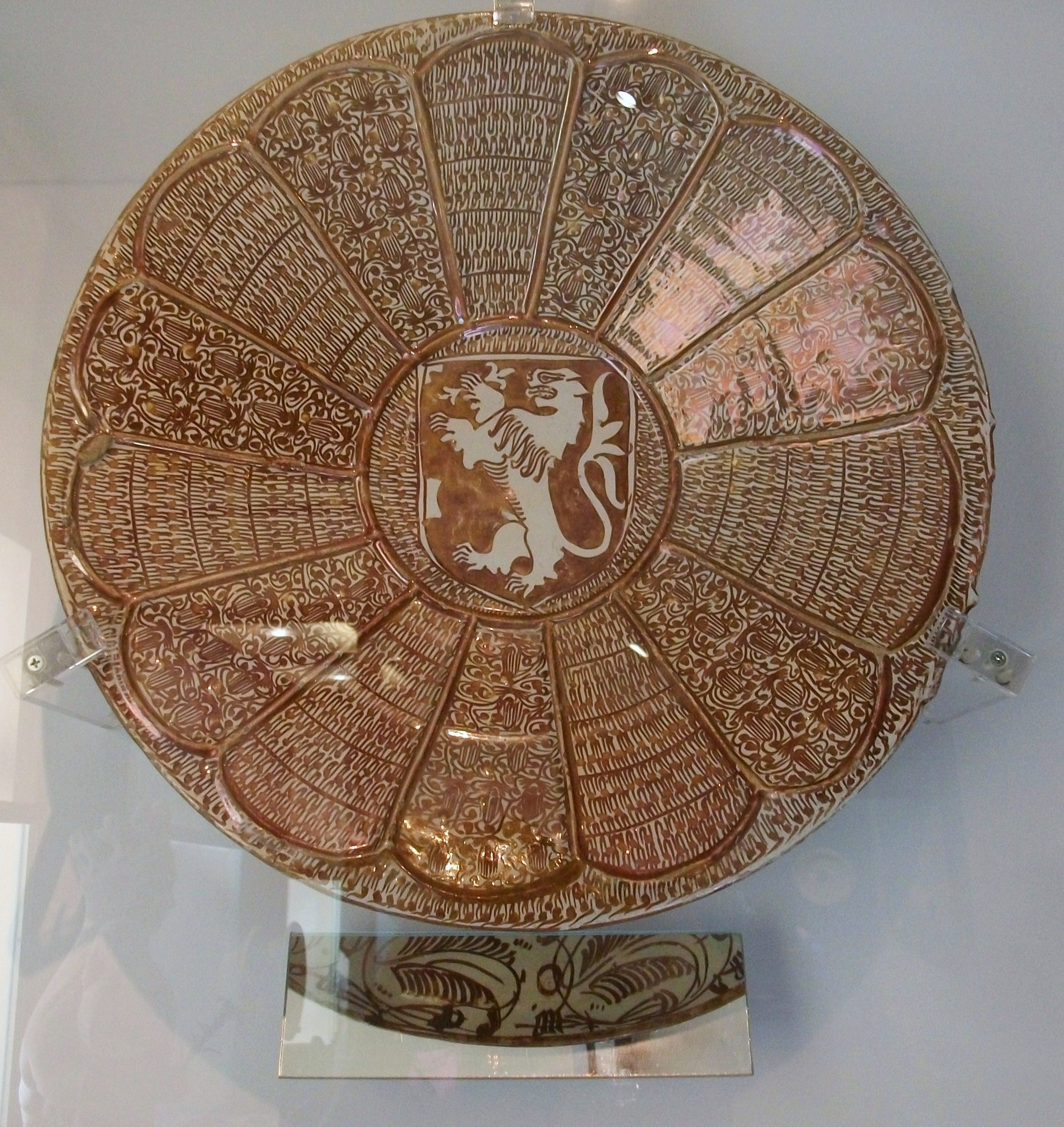
ラスター彩獅子文皿（15世紀-16世紀, ゴンサーレス・マルティ国立陶器・装飾芸術博物館所蔵）

### 農業
農業はイナゴマメとオリーブの樹による果樹園が卓越しており、ブドウやアーモンドの樹による小規模な果樹園もある。用水路を用いてトゥリア川の水を灌漑に使用している。

## 交通

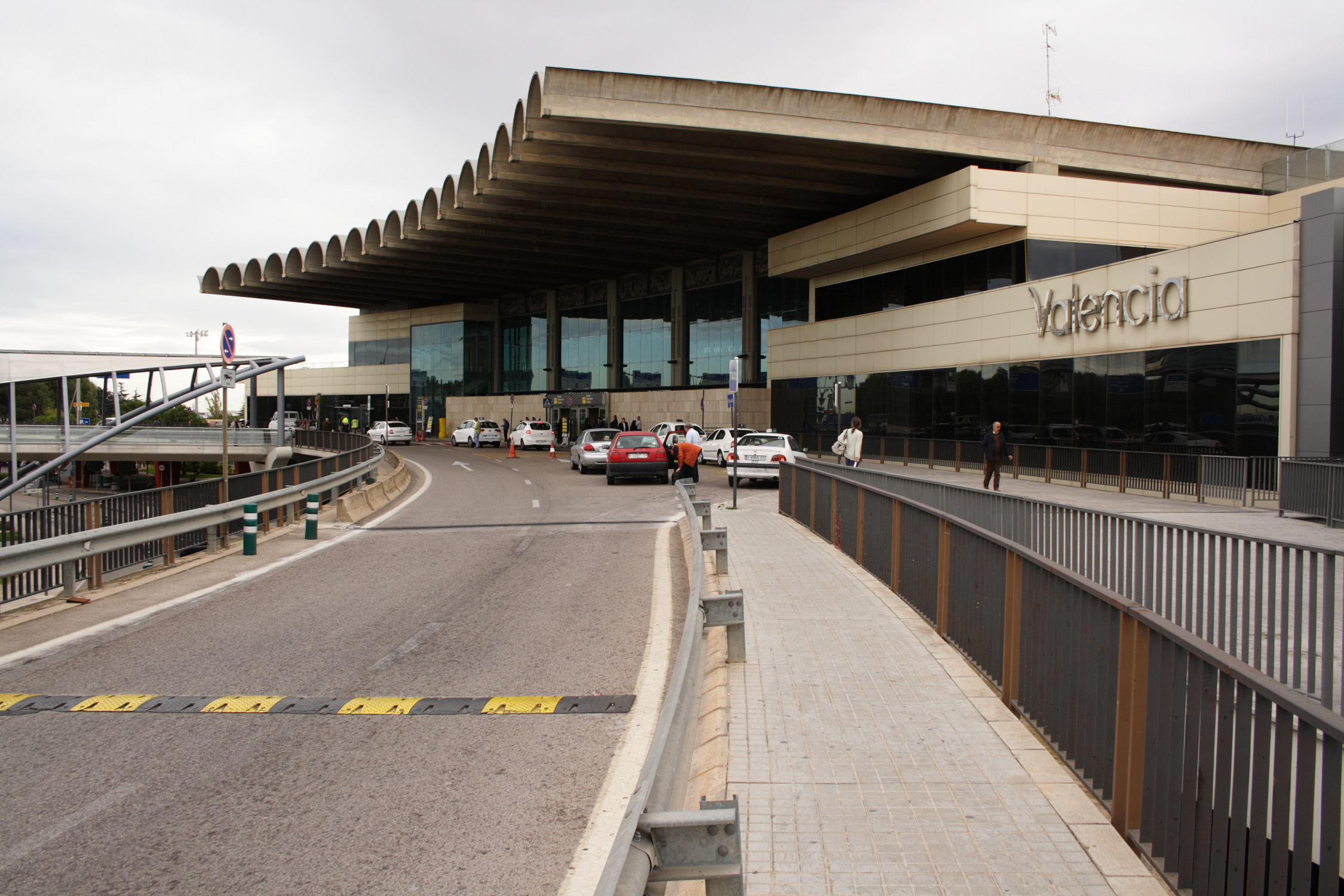
バレンシア空港のターミナルビル

バレンシア州の州都バレンシアからはA-3号線やV-11号線などの道路が通じている。公共交通ではバレンシア地下鉄や路線バスなどがバレンシアとマニゼスを結んでいる。バレンシア地下鉄の3号線と5号線はバレンシア市街地からバレンシア空港に至る路線であり、マニゼス市内には空港駅（起点駅）、ロサス駅、マニゼス駅がある。路線バスは150系統などが通じている。
市街地の南側にはビジネス利用が中心のバレンシア空港が存在し、バレンシア空港はマニゼス空港とも呼ばれる。バレンシア空港はアリカンテ空港に次いでバレンシア州内で2番目に旅客数の多い空港であり、2011年の旅客数は498万人だった。バレンシアからもっとも近い空港であるバレンシア空港は、バレンシアのダウンタウンから8kmの距離にある。かつてマニゼス空軍基地と土地を供用していたが、空軍基地は後に廃止された。バレンシア空港はあらゆる現代的な空港設備を有し、アルブフェラ近郊の松林の中にレーダーを備えている。

## 出身人物
- ビセンテ・ビラール・ダビド（スペイン語版）(1889-1937) - 技術者・起業家。
- ホセ・ヒメーノ・マルティネス（スペイン語版）(1889-1967) - 陶工。
- ホセ・サンチョ（スペイン語版） (1944-2013) - 俳優。
- フランシスコ・バリュス（スペイン語版） - オペラ歌手。
- クラウディオ・バラガン - サッカー選手・サッカー指導者。
- ホセ・ビセンテ・フエンテス（スペイン語版） - 音楽家・ディレクター・作曲家。
- アントニ・アスンシオン（スペイン語版） - 政治家・実業家。